# クロコダイル (声優事務所)
株式会社クロコダイル（Crocodile.ltd）は、日本の声優事務所。

## 歴史
2015年（平成27年）11月11日設立。2017年（平成29年）5月1日事務所を渋谷区恵比寿西に移転。2020年（令和2年）3月21日事務所を港区赤坂に移転。

## 所属タレント
2024年10月現在（公式サイト掲載者のみ）。

### 声優

#### 男性
- 山田親之條[1]

準所属
- 秋山諒
- 山本彬

預かり
- 今ひろゆき
- 林寛太郎[2]
- 根岸耀太朗

業務提携
- 近藤雄介

#### 女性
- 原奈津子
- 小坂井祐莉絵
- 長谷川玲奈[3]
- 朝ノ瑠璃
- 田中音緒
- 桜木つぐみ
- 小茅楓

準所属
- 富城まどか
- 貝原怜奈
- 桃崎あやか[4]
- 吉木悠佳
- 美坂朱音[2]
- 七原帝子[5]
- 佐藤妃星（元AKB48）[6]

預かり
- 朝霧陽冬美
- 柴田柚巴
- 天谷優美
- 夏代めぐみ
- 朝里悠姫
- 藤堂ひなた

業務提携
- 末永香乃
- 小見川千明

## 過去の所属タレント

### 声優

#### 男性
- 近藤雄介（業務提携：アリゲーター（関連会社）[7]）
- 福間竣兵（現所属：アミュレート[8]）

#### 女性
- 大森日雅（現所属：アクロスエンタテインメント）
- 掛川渚（フリー）[9]
- 齊藤佳央里
- 七海加奈[10]（フリー）
- ひぽー（業務委託契約に変更後[11][12]、フリー）
- 舞原ゆめ（フリー）
- 道井悠（フリー）[13]
- 宮木南美（フリー、リミアブランクス業務提携）
- 村北沙織（引退[14]）
- 山田麻莉奈[15]

### 歌手
- aki（業務提携：フローエンタテイメント[16]）

## アリゲーター
アリゲーター株式会社は、クロコダイルの関連会社である芸能事務所。クロコダイルが声優中心の事務所である一方、実写や舞台で活動する俳優が所属している。

### 所属タレント（アリゲーター）
- 大西桃香（元AKB48）[17]
- 近藤雄介　※クロコダイルより移籍
- 渡辺みり愛（元乃木坂46）[18]
- 五月女舞香（元青森テレビアナウンサー）
- 髙橋彩音（AKB48）[19]
- 中野郁海（元AKB48）[20]